# フェリシア・ザン
フェリシア・ザン（英語: Felicia Zhang, 1993年9月22日 - ）は、アメリカ合衆国出身の女性元フィギュアスケート選手（ペア）。パートナーはネイサン・バーソロメイ、テイラー・トース。
2014年ソチオリンピックアメリカ代表。2014年全米フィギュアスケート選手権2位

## 経歴
1993年ニューヨークリバーデイル生まれ。7歳の誕生日にリンクでのバースデーパーティーをきっかけにスケートを始める。
シングル競技において、全米選手権では2008年にノービスクラスで3位に、2010年にはジュニアクラスで6位に入る。2010-2011シーズンには女子シングルとペア双方でのナショナルチーム入りを果たした。
2009年にテイラー・トースとのペアを結成、全米フィギュアスケート協会に認められジュニアグランプリシリーズに出場。全米選手権ではジュニアクラスで優勝する。翌2010-2011シーズンにはトースが国際競技会でジュニアクラス年齢制限を越え、シニアクラスとなるグランプリシリーズ出場を果たす。全米選手権は肋骨の負傷のために欠場。2011年3月10日、トースとのペア解消を発表した。
2011年5月に数名とのトライアウトの後、ネイサン・バーソロメイとのペアを結成。全米選手権で8位。翌2012-2013シーズンの全米選手権では銅メダルを獲得。四大陸選手権に出場し4位。
2013-2014シーズン、グランプリシリーズは2戦に出場。全米選手権ではミスの無い演技で前年より1つ順位を上げ銀メダルを獲得。ソチオリンピックの出場権を獲得した。2014年7月16日に引退を発表した。

## 主な戦績

### ペア
- 2011-2012年シーズンからはネイサン・バーソロメイとのペア
- 2010-2011年シーズンまではテイラー・トースとのペア

| 大会/年              | 2009-10 | 2010-11 | 2011-12 | 2012-13 | 2013-14 |
| -------------------- | ------- | ------- | ------- | ------- | ------- |
| 冬季オリンピック     |         |         |         |         | 12      |
| 世界選手権           |         |         |         |         | 14      |
| 四大陸選手権         |         |         |         | 4       |         |
| 全米選手権           | 1 J     |         | 8       | 3       | 2       |
| GP中国杯             |         |         |         |         | 6       |
| GPスケートアメリカ   |         | 7       |         |         | 7       |
| GPエリック杯         |         | 5       |         |         |         |
| USクラシック         |         |         |         | 4       | 7       |
| ネーベルホルン杯     |         | 7       |         |         |         |
| 世界Jr.選手権        | 9       |         |         |         |         |
| JGP B.シュベルター杯 |         | 11      |         |         |         |
| JGPトルン杯          | 6       |         |         |         |         |

- J - ジュニアクラス

#### 詳細
| 2013-2014 シーズン    |                                                            |          |           |           |
| 開催日                | 大会名                                                     | SP       | FS        | 結果      |
| 2014年3月24日 - 30日  | 2014年世界フィギュアスケート選手権（さいたま）             | 14 57.59 | 14 94.19  | 14 151.78 |
| 2014年2月6日 - 22日   | ソチオリンピック（ソチ）                                   | 14 56.90 | 12 110.31 | 12 167.21 |
| 2014年1月5日 - 12日   | 全米フィギュアスケート選手権（ボストン）                   | 2 66.50  | 2 135.22  | 2 201.72  |
| 2013年11月1日 - 3日   | ISUグランプリシリーズ 中国杯（北京）                       | 8 50.33  | 5 105.19  | 6 155.52  |
| 2013年10月18日 - 20日 | ISUグランプリシリーズ スケートアメリカ（デトロイト）       | 7 55.83  | 7 112.59  | 7 168.42  |
| 2013年9月11日 - 15日  | 2013年USインターナショナルクラシック（ソルトレイクシティ） | 6 50.23  | 7 79.97   | 7 130.20  |

| 2012-2013 シーズン   |                                                            |         |          |          |
| 開催日               | 大会名                                                     | SP      | FS       | 結果     |
| 2013年2月6日 - 11日  | 2013年四大陸フィギュアスケート選手権（大阪）               | 4 52.98 | 4 114.32 | 4 167.30 |
| 2013年1月20日 - 27日 | 全米フィギュアスケート選手権（オマハ）                     | 2 53.19 | 2 118.83 | 3 172.02 |
| 2012年9月12日 - 16日 | 2012年USインターナショナルクラシック（ソルトレイクシティ） | 3 47.44 | 4 95.88  | 4 143.32 |

| 2011-2012 シーズン   |                                          |         |          |          |
| 開催日               | 大会名                                   | SP      | FS       | 結果     |
| 2012年1月22日 - 29日 | 全米フィギュアスケート選手権（サンノゼ） | 9 49.57 | 8 107.00 | 8 156.57 |

| 2010-2011 シーズン    |                                                        |         |         |          |
| 開催日                | 大会名                                                 | SP      | FS      | 結果     |
| 2010年11月26日 - 28日 | ISUグランプリシリーズ エリック・ボンパール杯（パリ）   | 5 40.93 | 5 86.55 | 5 127.48 |
| 2010年11月12日 - 14日 | ISUグランプリシリーズ スケートアメリカ（ポートランド） | 6 48.13 | 7 78.57 | 7 126.70 |
| 2010年9月23日 - 24日  | 2010年ネーベルホルン杯（オーベルストドルフ）           | 6 42.33 | 7 77.02 | 7 119.35 |

| 2009-2010 シーズン      |                                                                |          |          |          |
| 開催日                  | 大会名                                                         | SP       | FS       | 結果     |
| 2010年3月7日 - 14日     | 2010年世界ジュニアフィギュアスケート選手権（ハーグ）           | 6 48.5   | 9 79.51  | 9 128.01 |
| 2010年1月14日 - 24日    | 全米フィギュアスケート選手権 ジュニアクラス（スポケーン）      | 1 57.16  | 1 96.64  | 1 153.8  |
| 2009年9月30日 - 10月4日 | ISUジュニアグランプリ ブラオエン・シュベルター杯（ドレスデン） | 10 45.43 | 11 73.07 | 11 118.5 |
| 2009年9月9日 - 13日     | ISUジュニアグランプリ トルン杯（トルン）                       | 7 41.39  | 4 82.24  | 6 123.63 |

### 女子シングル
| 大会/年              | 2007-08 | 2009-10 | 2010-11 |
| -------------------- | ------- | ------- | ------- |
| 全米選手権           | 3 N     | 6 J     | 棄権    |
| JGP B.シュベルター杯 |         |         | 11      |

#### 主な戦績
| 2010-2011 シーズン   |                                                                |          |         |          |
| 開催日               | 大会名                                                         | SP       | FS      | 結果     |
| 2011年1月23日 - 30日 | 全米フィギュアスケート選手権（グリーンズボロ）                 | 20 41.23 | -       | 棄権     |
| 2010年10月6日 - 9日  | ISUジュニアグランプリ ブラオエン・シュベルター杯（ドレスデン） | 5 45.95  | 9 77.21 | 7 123.16 |

| 2009-2010 シーズン   |                                                           |         |         |          |
| 開催日               | 大会名                                                    | SP      | FS      | 結果     |
| 2010年1月14日 - 24日 | 全米フィギュアスケート選手権 ジュニアクラス（スポケーン） | 8 45.19 | 5 79.02 | 6 124.21 |

| 2007-2008 シーズン   |                                                             |         |         |          |
| 開催日               | 大会名                                                      | SP      | FS      | 結果     |
| 2008年1月20日 - 27日 | 全米フィギュアスケート選手権 ノービスクラス（セントポール） | 4 35.83 | 2 70.19 | 3 106.02 |

## プログラム使用曲
| シーズン  | SP | FS                                                                                                   | EX                                                                                 |
| --------- | --- | --- | ---------------------------------------------------------------------------------- |
| 2013-2014 | 回転木馬のワルツ ミュージカル『回転木馬』より 作曲：ロジャース&ハマースタイン 振付：ジム・ピーターソン | ミュージカル『レ・ミゼラブル』より 作曲：クロード＝ミシェル・シェーンベルク 振付：ジム・ピーターソン | オン・マイ・オウン ボーカル：レア・サロンガ                                        |
| 2012-2013 | メインテーマ 映画『コクーン』より 作曲：ジェームズ・ホーナー 振付：ジム・ピーターソン                  | ミュージカル『ウエスト・サイド物語』より 作曲：レナード・バーンスタイン 振付：ジム・ピーターソン     | ひとつの心 作曲：レナード・バーンスタイン ボーカル：ダレン・クリス、リア・ミシェル |
| 2011-2012 | ピアノ協奏曲 作曲：ジョージ・ガーシュウィン                                                            | アランフエス協奏曲 作曲：ホアキン・ロドリーゴ                                                        |                                                                                    |
| 2010-2011 | 月の光 作曲：クロード・ドビュッシー                                                                    | ミス・サイゴンラプソディー 作曲：クロード＝ミシェル・シェーンベルク 演奏：ボーンマス交響楽団         | Orange Colored Sky ボーカル：ナタリー・コール                                      |
| 2009-2010 | チャンバーミュージック 演奏：ロンド・ヴェネチアーノ                                                    | ワンダーランド 作曲：マクシム・ムルヴィツァ クイーンメドレー                                         | ライク・ア・プレイヤー 曲：マドンナ                                                |